# Липе (селище)
Вижте пояснителната страница за други значения на Липе.
Липе (на словенски: Lipe) е село в Словения, регион Средна Словения, община Любляна. Според Националната статистическа служба на Република Словения през 2015 г. селото има 96 жители.